# Gmina miejska Zvezdara
Gmina miejska Zvezdara (serb. Gradska opština Zvezdara / Градска општина Звездара) – gmina miejska w Serbii, w mieście Belgrad. W 2018 roku liczyła 165 739 mieszkańców.